# Апухтин, Сергей Александрович
Сергей Александрович Апухтин (22 августа [3 сентября] 1893, Смоленская губерния, Российская империя — 11 мая 1969, Хартфорд, Коннектикут, США) — полковник лейб-гвардии Петроградского полка, герой Первой мировой войны, участник Белого движения на Юге России.

## Биография
Сын генерал-лейтенанта Александра Николаевича Апухтина (1862—1928) и жены его Варвары Петровны Араповой (1868—1936).
Окончил 3-й Московский кадетский корпус (1911) и Павловское военное училище (1913), откуда выпущен был подпоручиком в лейб-гвардии Санкт-Петербургский полк, в рядах которого и вступил в Первую мировую войну. Пожалован Георгиевским оружием
за то, что в бою 1 июня 1915 года под дер. Рогузно Журавков во главе роты, подавая пример личною доблестью, под жестоким артиллерийским и ружейным огнем довел роту до штыкового удара, захватил два ряда окопов и, несмотря на громадные потери роты и на то, что сам был ранен в руку, продолжал безостановочное движение вперед, чем расстроил противника.
Позднее был прикомандирован к Собственному Его Величества сводному пехотному полку. Произведен в поручики 1 августа 1916 года, в штабс-капитаны — 6 декабря того же года, в капитаны — 19 апреля 1917 года.
С началом Гражданской войны прибыл на Юг России в Добровольческую армию, с сентября 1918 года — в 15 роте 1-го Офицерского (Марковского) полка. В июле—августе 1919 года был командиром 2-го батальона 2-го сводно-гвардейского полка, в октябре 1919 года — командир вновь сформированного батальона петроградцев в 3-м сводно-гвардейском полку, полковник; в ноябре того же года — командир сводного батальона 3-го сводно-гвардейского полка. В мае 1920 года — в Югославии, 6 августа того же года прибыл в Ялту в распоряжение дежурного генерала штаба Русской армии.
В эмиграции в США. Жил в Хартфорде (штат Коннектикут). Скончался в 1969 году.

## Награды
- Орден Святой Анны 3-й ст. с мечами и бантом (ВП 7.05.1915)
- Орден Святой Анны 4-й ст. с надписью «за храбрость» (ВП 2.01.1916)
- Орден Святого Станислава 3-й ст. с мечами и бантом (ВП 2.01.1916)
- Георгиевское оружие (ВП 29.05.1916)
- Орден Святого Станислава 2-й ст. с мечами (ВП 6.12.1916)
- Орден Святого Владимира 4-й ст. с мечами и бантом (ВП 12.02.1917)